# Harry Decheiver
Harry Decheiver (Deventer, 8 marzo 1970) è un ex calciatore olandese, di ruolo attaccante.